# Coenonympha thornensis
Coenonympha thornensis är en fjärilsart som beskrevs av Pilleau 1952. Coenonympha thornensis ingår i släktet Coenonympha och familjen praktfjärilar. Inga underarter finns listade i Catalogue of Life.